# Hexano-1,6-ditiol
Hexano-1,6-ditiol ou 1,6-hexaneditiol é o composto orgânico de fórmula C6H14S2 e massa molecular 150,31. Apresenta ponto de fusão −21 °C, ponto de ebulição  118-119 °C a 15 mmHg, densidade 0,983 a 25 °C e ponto de fulgor de 195 °F. É classificado com o número CAS 1191-43-1, CBNumber CB1219809 e MOL File 1191-43-1.mol.